# 飯島直子
飯島 直子（いいじま なおこ、英: Naoko Iijima, 1968年2月29日 - ）は、日本のタレント、女優。
神奈川県横浜市港北区育ち。ハート・レイ所属。

## 来歴
家族は両親と姉。父親は厳格な人だったと自身で述べている。1983年3月に横浜市立日吉台中学校を、1986年3月に大東学園高等学校を卒業。母が美容師だった影響を姉と共に受け、子供のころから母の店の手伝いをしており、高校在学中に通信教育で美容師資格を取る準備を開始。卒業と同時にインターン生として社会に出た。しかし、実店舗であまりに何もできない自分にショックを受け、挫折を味わう。
芸能活動のきっかけは、16歳の時にアルバイト先の渋谷の喫茶店でスカウトされ、モデルクラブに入ったのが発端となった。雑誌のモデル業を少しずつ行っていたが、当初は芸能界入りを目指す気持ちはなかった。美容師を目指し挫折した後で、自身の身長が周囲に比べて少し高めだったため、それを生かせる道として「カネボウの水着キャンペーングランプリで優勝する」ことを目標に設定し、企業や審査員がキャンペーンガールに求めていることは何か、どういう広告戦略があるのかなどを調査し、真面目に考え始めたという。
1988年、日本テレビ系深夜番組『11PM』のカバーガールで芸能界デビュー。翌1989年には小谷ゆみ、山岸真璃子らを含む全8人で結成されたガールズユニット「イレックス」の一員に選ばれる。
1989年、オートバイ全日本ロードレースに参戦するSchick ADVANTAGE SUZUKIのレースクイーン（三瀬真美子とペア）に起用され、目標としていたカネボウ水着キャンペーンガールに選ばれる（カネボウでの活動は主に1990年）。1990年、キリンビール、宇部興産のキャンペーンガールも務めた。翌1991年にはキグナスF3000チーム（ステラインターナショナル）のレースクイーンに選ばれ、三菱カーエアコン キャンペーンガールとしても活動した。この頃、セミヌード写真集『NAOの方舟』を出版。
1991年、所属事務所を音楽制作プロダクションビーイング系列のオフィスフットワークへ移籍。テレビドラマ『マスカット・ムーン』で女優としてデビュー。年末には映画にも出演。また、日本テレビ深夜帯の新番組『DAISUKI!』の増田一穂プロデューサーに抜擢されレギュラー出演が始まると、天然の言動や当時まだ少なかった街歩きの番組スタイルで注目を集め始め、深夜帯にもかかわらず最高視聴率14.7%を記録する人気を獲得した。増田Pは飯島について「彼女は自然体なのが良いと言われますが、いま人気が得られたのは何が求められているのかを常に考え、絶え間ない努力あってのものです。何もしないで視聴者にとって自然体に映るなんて人はいません。」と評している。
1992年10月からバラエティ番組『スーパーJOCKEY』のレギュラーになり、「熱湯コマーシャル」のサブ進行を務める。同年、当時同じ事務所「オフィスフットワークス」所属だった網浜直子とデュオユニット「W-NAO」を結成、歌手としてシングルをリリースし、7月にはアルバムとビデオもリリース。「W-NAO」ではB'zのカバーも披露。その縁もありB'zの「FUSHIDARA 100%」（LOVE PHANTOM c/w）にも参加している。1995年頃まで「W-NAO」の活動を続け、1996年にはソロ歌手としてシングル・アルバムをリリース。
1994年、コカ・コーラ『ジョージア』のCMに出演、2000年まで6年間出演し、全24作品のロングシリーズとなった。このCMから、いわゆる「癒し系女優」として人気が上昇し、数多くのドラマに出演。
1997年には『智子と知子』で田中美佐子とのダブル主演でドラマ初主演。2000年には月9ドラマ『バスストップ』で単独主演。このブレイク時期への実感について飯島は「こんなに興味を持っていただけるなんて思ってもいなかった。いやし系というフレーズも恥ずかしいような、くすぐったいのとも少し違う感覚。うれしいとかうれしくないではなく、不思議な感じでした。」と戸惑っている面もあったという。
この頃、飯島のファッションやメイク（特に眉のラインなど）を真似る女性が「ナオラー」と呼ばれた。
タレントCM起用社数ランキングでは、1997年、1999年、2000年、2001年に年間首位を獲得した。

## 人物
- 前述のように母は美容室を営んでいたが、姉も美容師の資格を取得している。中学入学後に流行の盛りだった「聖子ちゃんカット」にしたくて校則で禁止されていたパーマをかけたが、そのパーマは母の手によるものである[10]。
- 東京都生まれ、横浜市港北区育ち。自身では「日吉は私の地元です」と述べることもある[11]。小学校低学年までは東京都大田区で過ごし、多摩川河川敷にある遊具でよく遊んでいた。レギュラー出演中だった日本テレビ系「DAISUKI!」の街中ロケ中に偶然その公園の前を通った際には、「まさに乗ってた遊具とブランコそのままですよ、多摩川が洪水になった時はヘドロだらけで靴が無くなった。」と思い出を述べ、商店街では「むかし住んでたので懐かしいです」と子供時代を回想した。このほか、母の出身地が福島県白河市であり毎年行っていたことから、福島に関連するPRイベントへの参加も多く「第2の故郷」と発言している[12]。白河産の金山納豆も無くてはならない物で、「私を支えている食材」と幼少期からほぼ毎日食べている[13]。
- ファストフードでもラーメンでも食べたいものを食べるが、食べる時間帯には気を付けており、一日最後の食事は17:00までに終えることを心掛け、22時に就寝し翌朝8時までしっかり睡眠をとることを理想としている[14]。
- 芸能活動をはじめることには両親とも反対しなかったが、飯島家では父の亭主関白家庭だった。飯島の高校時代に帰宅が夜23時を過ぎていると帰りが遅すぎるとして長く厳しい説教が待っており、寝ないで翌朝5時まで長時間怒られたあと不眠で翌日の学校へ行った。父も不眠で出勤した。
- 1985年に亡くなった女優の夏目雅子が憧れの人だった。モデル初期時代、いつかカネボウのキャンペーングランプリを取りたいと思ったのも、夏目が1977年に出演していたカネボウ「Oh! クッキーフェイス」キャンペーンのCMにあこがれていたためである[15]。
- 1997年にTUBEのヴォーカリスト前田亘輝と結婚したが、2001年に離婚[16]。2012年12月25日に会社経営者と1年半の交際を経て再婚したが[17]、2021年10月に前年離婚が成立していた事が報じられた[16]。元夫2人との間に子どもはいない。2023年の取材では「結婚する時よりも、離婚するときのほうがいろいろ考えて悩みましたよ(笑)」と当時の心境を述べている[7]
- ヘバーデン結節を患っている[18]。また、2024年に出版した『今のための今まで』（世界文化社）の中で、20代後半から子宮筋腫と子宮腺筋症に悩み、投薬治療をしていたと明かした[2]。
- 自身では顔のパーツに自信が無く、鼻の形や両目の間隔などがコンプレックスだったと述べている。
- 牛丼を食べる際は紅ショウガ、半熟卵、おろしポン酢が必須であるといい、番組で取材された際、「じゃじゃーん、タダだからいっぱい持ってきちゃった」と紅ショウガを10袋以上持ち帰るほどの紅ショウガ好きを見せたが、紅ショウガを「持ち帰りすぎではないか」と視聴者やネットの間で議論を呼んだ[19]。料理好きで知られる[20]。

## 出演
※役名が太字は主演作品

### テレビドラマ
- TV+60枠 マスカット ムーン（1991年8月、フジテレビ）
- 鎌倉恋愛委員会 第2話「君はNO、言えるかい？」（1991年10月15日、TBS）
- ラスト・ラン〜愛と裏切りの百億円（1991年12月30日、テレビ東京）
- WONDERer「おもしろうてやがてやがて悲しき…」（1992年、日本テレビ）
- ネオドラマ「ロールキャベツ」（1992年6月1日 - 4日、テレビ朝日）
- 映画みたいな恋したい「心の旅」（1992年9月12日・19日、テレビ東京） - 主演
- ドラマシティ'93「さまよえる脳髄」（1993年2月11日、読売テレビ・日本テレビ）
- ツインズ教師（1993年4月12日 - 6月28日、テレビ朝日） - 美山晴美 役
- 17才-at seventeen-（1994年4月28日 - 9月1日、フジテレビ） - 夏樹奈津子 役
- エリアコードドラマ
  - チャイナ飯店（1994年7月2日 - 9月24日、北海道テレビ）
  - 青い夏（1994年10月13日 - 12月29日、沖縄テレビ）
  - 留萌交番日記（1995年4月7日 - 6月23日、北海道テレビ）
- 花王 愛の劇場 夏は秘密がいっぱい!（1994年7月25日 - 9月2日、TBS）
- 部屋においでよ（1995年1月13日 - 3月24日、TBS） - 遠藤美由紀 役
- 沙粧妙子-最後の事件-（1995年7月12日 - 9月20日、フジテレビ） - 宮原理江 役
- 人生は上々だ（1995年10月13日 - 12月22日、TBS） - 松井心 役
- 世にも奇妙な物語（フジテレビ）
  - 世にも奇妙な物語 冬の特別編 (1996年)「ザ・ニュースキャスター」（1996年1月4日） - 主演・北村麗子 役
  - 世にも奇妙な物語 春の特別編 (2003年)「レンタル ラブ」（2003年3月24日） - 主演・小百合 役
- 真昼の月（1996年7月4日 - 9月19日、TBS） - 坂口茉莉 役
- おいしい関係（1996年10月14日 - 12月16日、フジテレビ） - 今村可奈子 役
- 智子と知子（1997年7月3日 - 9月18日、TBS） - 主演・霧島知子 役（田中美佐子とダブル主演）
- 今夜、宇宙の片隅で（1998年7月9日 - 9月24日、フジテレビ） - 川上真琴 役
- OUT〜妻たちの犯罪〜（1999年10月12日 - 12月21日、フジテレビ） - 主演・井口則子 役（田中美佐子とダブル主演）
- バスストップ（2000年7月3日 - 9月18日、フジテレビ） - 主演・小谷夏生 役（内村光良とダブル主演）
- HERO 第8話（2001年2月26日、フジテレビ） - 巽江里子 役
  - HERO 特別編（2006年7月3日）
  - ドラマレジェンド HERO（2007年9月23日）
  - ドラマレジェンド HERO 特別編（2015年8月1日）
- 恋を何年休んでますか（2001年10月19日 - 12月21日、TBS） - 会田まゆみ 役
  - 恋を何年休んでますか スペシャル（2002年10月4日、TBS）
- 新春スペシャルドラマ『鉄道員/青春編』（2002年1月1日、テレビ朝日） - 静枝 役
- ウエディングプランナー SWEET デリバリー（2002年4月10日 - 6月26日、フジテレビ） - 主演・寺島加奈子 役（ユースケ・サンタマリアとダブル主演）
- おとうさん（2002年10月13日 - 12月22日、TBS） - 進藤（増田）優 役
- 心はロンリー気持ちは「…」XI（2003年8月29日、フジテレビ） - 美奈子 役
- ハコイリムスメ!（2003年10月7日 - 12月9日、関西テレビ・フジテレビ） - 主演・古森花 役（深田恭子とダブル主演）
- ねばる女（2004年10月18日 - 11月15日、NHK総合） - 主演・水沢葉月 役
- ドラマW 宿命（2004年12月26日、WOWOW） - 日野早苗 役
- 離婚弁護士 新春スペシャル（2005年1月6日、フジテレビ） - 矢吹遥 役
- 汚れた舌（2005年4月14日 - 6月23日、TBS） - 主演・江田千夏 役
- 終戦60年ドラマスペシャル『日本のシンドラー杉原千畝物語 六千人の命のビザ』（2005年10月11日、読売テレビ・日本テレビ） - 杉原幸子 役
- 氷点（2006年11月25日・26日、テレビ朝日） - 辻口夏枝 役
- 和田アキ子殺人事件（2007年2月12日、TBS）
- 冗談じゃない!（2007年4月15日 - 6月24日、TBS） - 野々村冴子 役（特別出演）
- 終戦記念特別ドラマ『真実の手記 BC級戦犯 加藤哲太郎「私は貝になりたい」』（2007年8月24日、日本テレビ） -  倉沢澄子 役
- 連続テレビ小説 瞳（2008年3月31日 - 9月27日、NHK総合） - 一本木百子 役
  - 瞳 総集編（2008年12月29日・30日、NHK総合） - 一本木百子 役
- 40女と90日間で結婚する方法（2009年12月30日、フジテレビ） - 大庭琴音 役
- 夢の見つけ方教えたる!2（2010年3月13日、フジテレビ） - 田中千佳子 役
- ナサケの女〜国税局査察官〜（2010年10月21日 - 12月9日、テレビ朝日） - 犬養一美 役
  - ナサケの女スペシャル〜国税局査察官〜（2012年2月4日、テレビ朝日） - 犬養一美 役
- NHK北九州放送局開局80周年記念 福岡発地域ドラマ『オヤジバトル!』（2011年12月9日、NHK総合・BSP） - 前田靖子 役
- 最後から二番目の恋（2012年1月12日 - 3月22日、フジテレビ） - 水谷典子 役
  - 最後から二番目の恋 2012年秋（2012年11月2日、フジテレビ） - 水谷典子 役
  - 続・最後から二番目の恋（2014年4月17日 - 6月26日、フジテレビ） - 水谷典子 役
  - 続・続・最後から二番目の恋（2025年4月14日 - 6月23日、フジテレビ） - 水谷典子 役[21][22]
- いつか陽のあたる場所で（2013年1月8日 - 3月12日、NHK総合） - 主演・江口綾香 役（上戸彩とダブル主演）
  - いつか陽のあたる場所で スペシャル（2014年4月1日） - 江口綾香 役
- ラスト♡シンデレラ（2013年4月11日 - 6月20日、フジテレビ） - 長谷川志麻 役
- ちびまる子ちゃん（2013年10月1日、フジテレビ） - お母さん（さくらすみれ） 役
- TRICK 新作スペシャル3（2014年1月12日、テレビ朝日） - 水神華絵 役
- MOZUスピンオフドラマ『大杉探偵事務所』美しき標的編（2015年11月2日、TBS） - 白石百合 役[23]
- 連続ドラマW きんぴか（2016年2月13日 - 3月12日、WOWOW） - 阿部マリア 役
- 相棒 season20 第11話（2022年1月1日、テレビ朝日） - 冠城由梨 役
- グランマの憂鬱 第4話 出戻りは地獄!?年をとるのは怖い?（2023年4月29日、東海テレビ・フジテレビ） - 尾長律子 役
- 伝説の頭 翔（2024年7月19日 - 9月6日、テレビ朝日） - 伊集院紅子 役[24]
- 大河ドラマ べらぼう〜蔦重栄華乃夢噺〜（2025年1月5日 - 、NHK総合） - ふじ 役[25]

### 配信ドラマ
- 40女と90日間で結婚する方法（2009年5月1日、BeeTV/2009年12月30日、フジテレビ） - 主演・大庭琴音 役

### 映画
- ファンキー・モンキー・ティーチャー（1991年12月7日公開、東映）監督：手銭弘喜 - 浅野成美 役[26]
  - ファンキー・モンキー・ティーチャー 2 東京進攻大作戦（1992年6月30日公開、東映）監督：高瀬将嗣 - 浅野成美 役[27]
- 爆! BAKU（1992年7月11日公開、日本ビクター）監督：吉原健一 - 平田弓子 役[28]
- Zero WOMAN 警視庁0課の女（1995年1月21日公開、ギャガ・コミュニケーションズ）監督：榎戸耕史 - 主演・レイ 役[29]
- バースデイプレゼント（1995年10月28日公開） - ウェイトレス 役
- メッセンジャー（1999年8月21日公開、東宝）監督：馬場康夫 - 主演・清水尚実 役（草彅剛とのW主演）[30]
- バブルへGO!! タイムマシンはドラム式（2007年2月10日公開、東宝）監督：馬場康夫 - 本人役（カメオ出演）[31]
- スマイル 聖夜の奇跡（2007年12月15日公開、東宝）監督：陣内孝則 - 田島桂子 役（友情出演）[32]
- 映画 クロサギ（2008年3月8日公開、東宝）監督：石井康晴 - 桶川レイコ 役（特別出演）[33]
- HOME 愛しの座敷わらし（2012年4月28日公開、東宝）監督：和泉聖治 - 菊池聡子 役[34]
- HiGH&LOW THE RED RAIN（2016年10月8日公開、松竹）監督：山口雄大 - 九世梨花子 役[35]
  - HiGH&LOW THE MOVIE 2 / END OF SKY（2017年8月19日公開、松竹）監督：久保茂昭・中茎強 - 九世梨花子 役[36]
  - HiGH&LOW THE MOVIE 3 / FINAL MISSION（2017年11月11日公開、松竹）監督：久保茂昭・中茎強 - 九世梨花子 役[37]
- 巫女っちゃけん。（2018年2月3日公開、スリーパーエージェント）監督：グ・スーヨン - 真紀 役[38]
- SHORT SHORTS FILM FESTIVAL & ASIA 2018「アジアインターナショナル＆ジャパン6『ホテル・エルミタージュ』」（2018年公開）
- 太陽の家（2020年1月17日公開、REGENTS）監督：権野元 - 川崎美沙希 役[39]
- 室井慎次 敗れざる者（2024年10月11日公開、東宝）監督：本広克行[40]
  - 室井慎次 生き続ける者（2024年11月15日公開、東宝）監督：本広克行[41]
- 大きな玉ねぎの下で（2025年2月7日公開、東映）監督：草野翔吾 - 救急救命士 役[42]

### 吹き替え
- プリティ・ブライド（1999年10月23日公開） - マギー・カーペンター 役〈ジュリア・ロバーツ〉[43]
- ウォレスとグルミット 野菜畑で大ピンチ!（2006年3月18日公開、アスミック・エース） - レディ・カンパニュラ・トッティントン 役〈ヘレナ・ボナム＝カーター〉[44]

### オリジナルビデオ
- ストロベリータイムス 4　如月三姉妹の逆襲（1990年12月17日、バンダイビジュアル）監督：伊藤寿浩[45]
- ダイハード・エンジェルス 危険に抱かれた女たち（1991年4月1日、日本ビデオ映画）監督：沢田アーサー貢[46]
  - ダイハード・エンジェルス 2 危険に抱かれた女たち（1991年5月10日、日本ビデオ映画）監督：沢田アーサー貢[47]
- ザ・採用マン（1991年10月25日、東芝EMI）監督：森安建雄[48]
- 招かれざる客（1991年11月1日、エンドレス）監督：内田安夫 - 主演[49]
- サーキットの狼 ACT1（1992年1月24日、パック・イン・ビデオ）監督：長澤隆之 - 早瀬ミキ 役[50]
  - サーキットの狼 ACT2（1992年3月27日、パック・イン・ビデオ）監督：長澤隆之 - 早瀬ミキ 役
- ダンドリくん 実写版（1992年3月4日、東芝EMI）監督：岩浪美和 - ミドリ 役
- けん玉ザ・ムービー（1992年7月24日、ビクターエンタテインメント）監督：多田羅敬二[51]
- トップ・デリバリー（1992年10月23日、ハゴロモ）監督：金澤克次[52]
- 平成ノ歩キ方 第一巻 ヴァージンで行こう（1992年12月23日、東北新社）監督：細山智明[53]
  - 平成ノ歩キ方 第二巻 愛と青春のパコパコ（1993年2月5日、東北新社）監督：細山智明[54]
- 食べちゃいたい!（1993年3月27日、新東宝ビデオ）監督：三宅雅之[55]
- まるごし刑事（1993年10月9日、ケイエスエス）監督：片岡修二[56]
- 新書ワル 1 復活篇（1992年12月22日、タキ・コーポレーションズ）監督：佐々木正人[57]
  - 新書ワル 2 挑戦篇（1993年8月27日、タキ・コーポレーションズ）監督：中田信一郎 [58]
  - 新書ワル 3 激情篇（1993年12月23日、タキ・コーポレーションズ）監督：宮坂武志郎 [59]
  - 新書ワル 4 決着篇（1994年4月22日、タキ・コーポレーションズ）監督：宮坂武志郎 [60]
  - 新書ワル 完結篇（1995年6月2日、タキ・コーポレーションズ）監督：辻裕之 [61]
- ひき逃げファミリー 2（1994年7月22日、ケイエスエス）監督：早川喜貴 - 智子 役 [62]
- ファンキー・モンキー・ティーチャー FOREVER（1995年、ポニーキャニオン）監督：間寛平 - 浅野成美 役 [63]

### 舞台
- 横浜開港150周年記念『ヴィジョン！ヨコハマ』〜未来へ。そして紡いできたもの〜（2009年)
- DORIS&OREGA COLLECTION vol.5「ナンシー」（2010年)
- DORIS&OREGA COLLECTION vol.7「ブラザーブラザー」（2013年）
- DORIS&OREGA＋水戸芸術館PRESENTS「COASTER2017」（2017年）
- 方南ぐみ企画 朗読劇「青空」（2019年・2021年・2022年・2025年）[64]

### バラエティ
- DAISUKI!（1991年4月 - 2000年3月、日本テレビ）
  - DAISUKI!2022夏（2022年8月3日、BS日テレ）
  - DAISUKI!2023冬（2023年2月17日、BS日テレ）
- スーパージョッキー（1992年10月 - 1996年9月、日本テレビ）
- ビートたけしのつくり方（1993年10月 - 1994年3月、フジテレビ）
- 東京Jr.JUNK土曜は放課後（1995年10月 - 1996年3月、日本テレビ）
- 燃えろ!アトランタ王（1996年4月 - 7月、テレビ朝日）
- 前略ヒロミ様（1996年4月 - 9月、フジテレビ）
- 速報!歌の大辞テン（1996年10月 - 1998年3月、日本テレビ）
- 愛の勝ち組×恋の負け組（2001年10月 - 2002年3月、フジテレビ）
- やしがにのウインク（2002年4月 - 9月、フジテレビ）
- アリゾナの魔法（2004年4月 - 2005年3月、日本テレビ）
- 明石家さんちゃんねる（2006年11月 - 2008年9月、TBS）
- 飯島直子の今夜一杯いっちゃう?（2023年6月 - 、BSフジ）

### ラジオ
- 飯島直子のワンダフル・トゥナイト（2001年10月 - 2002年3月、ニッポン放送）
- 飯島直子の今夜は話そ（1996年10月 - 1999年3月、TOKYO FM）

### CM
- コカ・コーラ「ジョージア」（1994年 - 1999年）
- ユニ・チャーム 「ソフィ」 （1995年）
- 蒲郡競艇（1995年 - 1996年）
- 本田技研工業 「トゥデイ」 （1996年）
- 三菱自動車工業 「シャリオグランディス」 （1997年 - 2000年）
- アステル（1997年 - 2001年）
- キリンビール 「白麒麟」 （2001年）
- スリムビューティハウス
- デジタルツーカー北陸・北海道
- 大正製薬 「コーラック」
- 日本赤十字社
- コーセー
- カネボウ化粧品
- INAX
- 日本和装ホールディングス
- 花王
  - 「ピュオーラ」
  - 「ブローネ泡カラー」
  - ロリエ 「さらピュア」女にはいろいろある篇（2016年3月 - ）[65][66]
- トヨタ自動車 こども店長の母親役（2009年）
- シード「40歳からのプレミアム・コンタクトレンズ」（2015年）[67]

## 書籍

### 写真集
- 二重露光（1990年5月30日、TIS）撮影:奥舜 ISBN 4-8470-2141-X
- キャンペンガール くびれてるぜ!! スーパーハイレグ’90（1990年7月10日、ビックマン）撮影:稲村幸雄 全6名 ISBN 9784894050327
- 飯島直子写真集 アメリカ・ロスアンジェルス西海岸ロケ敢行!!（1990年8月20日、ビックマン）撮影:稲村幸夫 ISBN 4-89405-040-4
- 風に抱かれて（1991年5月20日、ビックマン）撮影:山岸信 ISBN 4-89405-077-3
- 抱きしめて（1991年6月5日、TIS）撮影:山岸伸 ISBN 4-88618-015-9
- 秘密のパラダイス（1991年9月23日、大陸書房）撮影:佐藤健 ISBN 4-8033-3707-1
- 褐色のマーメイド（1991年12月6日、大陸書房）撮影:佐藤健 ISBN 9784803337846
- N・A・O（1992年3月25日、音楽専科社）撮影:山岸伸 ISBN 4-900343-31-5
- Shout!（1992年7月23日、大陸書房）撮影:森山徹 ISBN 4-8033-4140-0
- 週刊プレイボーイ増刊 プレイボーイの本Special Weeks（1992年12月7日、集英社）撮影:中村昇 全18名
- NAOの方舟（1993年4月3日、ワニブックス）撮影:山岸伸 ISBN 4-8470-2308-0
- SOUTH WIND（1993年8月25日、桜桃書房）撮影:山岸伸 ISBN 9784871838481
- WXY WOMANS’ SEXY SPECIAL 飯島愛・飯島直子・細川ふみえ ほか（1994年2月2日、TIS）撮影:山岸伸 ISBN 978-4886180988
- セクシー・ボディ（1995年4月30日、黒田出版興文社）撮影:佐藤健 ISBN 9784876734023
- 鶴田直樹写真集 19 Rooms（2009年11月1日、赤々舎）撮影:鶴田直樹 全20名 ISBN 9784903545516

### 著書
- ずっとこのまま愛せたら（1996年5月17日、ワニブックス） ISBN 4-8470-1257-7
- 飯島直子の「ねえ、今日どこ行くの?」（1997年10月21日、学習研究社） ISBN 4-05-400932-8
- わたしを探しに 本当の自分を見つけるココロの旅（著者:ヨアンナ・ルービンドランゲル、翻訳:飯島直子）（2004年5月22日、ワニブックス） ISBN 4-8470-1554-1 ※翻訳を担当
- 飯島直子 今のための今まで（2024年2月29日、世界文化社） ISBN 978-4-418-24502-4

## 作品

### イメージ作品
- そそられてゴージャス（1990年、パワースポーツ）
  - Legend Gold ～伝説のスーパーアイドル完全復刻版～ そそられてゴージャス（2008年7月25日、アストロシステムジャパン）
- スーパーハイレグ 上・下巻 山岸真璃子・原久美子・飯島直子 ほか（1990年6月15日、パワースポーツ PSV-015・PSV-018）全6名
- 褐色のスキャンダル（1991年8月9日、大陸書房）
- エクセレンス（1993年1月21日、ポニーキャニオン）
  - エクセレンス（1997年5月16日、ポニーキャニオン）- DVD版
- SUPER BODY HEAT（1993年）
- トロピカルシャワー（1995年10月12日、笠倉出版社）
- スーパーボディヒート ワイキキの熱い風（1993年8月6日、にっかつビデオフィルムズ）
- ディスティネーション～旅先の恋（1993年11月8日、明文社）
- ゴージャス ザ・ポロリ…（1998年12月25日、ダイヤモンド映像 DVI-16）
- ファンタスティック 1（2001年6月1日、フェアエスト）
- 永遠の美少女 くびれてるぜ!! かとうれいこ・飯島直子・山岸真璃子 ほか（2002年9月27日、ニューシネマジャパン ABD-01）全6名
- 伝説の美少女 飯島直子・かとうれいこ ほか（2004年10月10日、ニューシネマジャパン DBS-2）
- 伝説の美少女 飯島直子（2004年10月、ニューシネマジャパン DBS-3）
- Legend Gold ヴィーナスの誘惑 	柏原芳恵・飯島直子・安原麗子・金子恵実（2010年9月17日、日本メディアサプライ）全4名

## ディスコグラフィ

### タイアップ一覧
| 使用年 | 曲名           | タイアップ                                                |
| ------ | -------------- | --------------------------------------------------------- |
| 1996年 | ジュリア       | スリムビューティハウス CFイメージソング                   |
| 1996年 | Eyes           | 蒲郡競艇イメージソング                                    |
| 1996年 | Change my mind | ホーユー「ビューティラボ ヘアマニキュア」CFイメージソング |
| 1996年 | Brand-new days | ホンダ「today」CFイメージソング                           |

## 受賞歴
1995年
- 第7回ザテレビジョンドラマアカデミー賞 助演女優賞（『人生は上々だ』）[70]

1996年
- 第34回ゴールデン・アロー賞 芸能賞
- 第10回ザテレビジョンドラマアカデミー賞 助演女優賞（『真昼の月』）[71]
- 第7回日本ジュエリーベストドレッサー賞 20代部門
- 第5回MEN'S COLLECTIVE'96 ベストドレッサ－賞

1997年
- エランドール賞 新人賞
- ベストドレッサー賞 女性部門

1998年
- 第11回日本メガネベストドレッサー賞 特別賞

1999年
- ヘアカラーリングアワード グランプリ ※ホーユー主催[72]

2004年
- 第2回パーカッシオ美脚大賞2004 30代部門